# Konradsheim (Waidhofen an der Ybbs)
Konradsheim ist ein Stadtteil der Statutarstadt Waidhofen an der Ybbs. Der Ort verdankt seinen Namen einem Grafen Konrad aus dem alten Adelsgeschlecht der Peilsteiner, der hier im 12. Jahrhundert eine Burg erbauen ließ.

## Geographie
Konradsheim liegt ca. drei Kilometer westlich von Waidhofen an der Ybbs im westlichen, niederösterreichischen Mostviertel. Das Dorfzentrum liegt auf einer Seehöhe von 650 Metern und die höchste Erhebung, die „Spindeleben“, auf 1066 Metern. Die Nachbarorte von Konradsheim sind im Norden St. Georgen in der Klaus, im Osten Waidhofen an der Ybbs, im Süden Gaflenz (OÖ), im Südwesten Maria Neustift (OÖ) und im Westen Ertl (Bezirk Amstetten).

## Bevölkerung
Das Dorf Konradsheim hat ca. 700 Einwohner, die auf einer Fläche von 25 km² wohnen. Das ergibt eine Bevölkerungsdichte von rund 28 Einwohnern pro km².

## Geschichte
Laut Adressbuch von Österreich waren im Jahr 1938 in Konradsheim vier Gastwirte, ein Gemischtwarenhändler, eine Knochenmühle, zwei Mühlen, ein Sägewerk, ein Schuster, ein Viehhändler und einige Landwirte ansässig.

## Öffentliche Einrichtungen
In Konradsheim befindet sich eine Volksschule.

## Kultur und Sehenswürdigkeiten

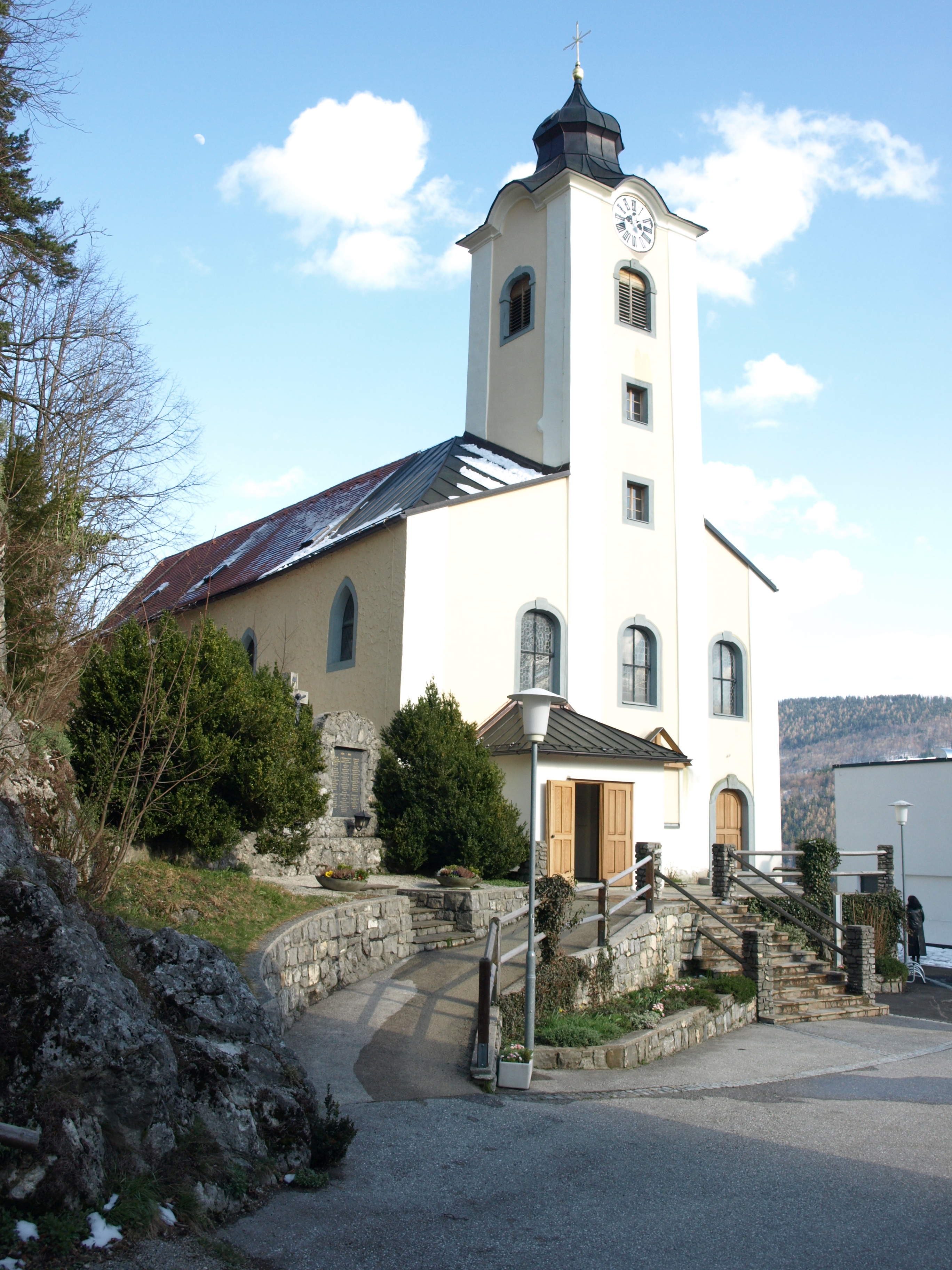
Pfarrkirche Konradsheim

- Katholische Pfarrkirche Konradsheim hl. Nikolaus

## Verkehr
Konradsheim kann über die L93 und anschließend der L6193 (von Waidhofen an der Ybbs) oder über die L88 und anschließend der L6194 (von Sonntagberg-Böhlerwerk) erreicht werden.

## Vereinswesen
In Konradsheim gibt es viele gut genutzte und integrierte Vereine, die sich immer wieder ändern oder erweitern. Ein Auszug daraus:
- Musikverein und Trachtenmusikkapelle Konradsheim
- Dorferneuerungsverein
- Landjugend
- Katholische Jungschar
- Hobby-Fußballclub
- Kirchenchor
- Jugendchor
- Schuhplattlergruppe
- Volkstanzgruppe